# محمد بن بكر البرساني
أبو عبد الله  محمد بن بكر بن عثمان البرساني الأزدي البصري برسان: بطن من الأزد. أحد رواة الحديث النبوي.
حدث عن ابن جريج، وهشام بن حسان، ويونس بن يزيد الأيلي، وسعيد بن أبي عروبة، وعبيد الله بن أبي زياد، وأيمن بن نابل، وشعبة، وحماد بن سلمة وعدة. حدث عنه أحمد بن حنبل، وإسحاق، وبندار، وإسحاق الكوسج، ومحمد بن يحيى الذهلي، وهارون الحمال، وأبو محمد الدارمي، وعبد بن حميد، وأحمد بن منصور الرمادي، وعدد كثير.
قال يحيى بن معين: «حدثنا البرساني وكان والله ظريفا صاحب أدب ثقة». قال ابن سعد: «ثقة». من مروياته: أخبرنا عمر بن عبد المنعم، أخبرنا عبد الصمد بن محمد حضورا، أخبرنا علي بن المسلم، أخبرنا الحسين بن طلاب، أخبرنا محمد بن أحمد الغساني، حدثنا واهب بن محمد بالبصرة، حدثنا نصر بن علي الجهضمي، حدثنا محمد بن بكر البرساني، عن ابن جريج، عن ابن المنكدر، عن أبي أيوب، عن مسلمة بن مخلد، قال قال رسول الله صلى الله عليه وسلم: من ستر مسلما ستره الله عز وجل في الدنيا والآخرة، ومن فك عن مكروب، فك الله عنه كربة من كرب يوم القيامة، ومن كان في حاجة أخيه، كان الله في حاجته.

## وفاته
توفي البرساني في شهر ذي الحجة سنة 203 هـ  في البصرة.